# NGC 6746
NGC 6746 ist eine elliptische Galaxie vom Hubble-Typ E/S0 im Sternbild Pfau am Südsternhimmel. Sie ist schätzungsweise 182 Millionen Lichtjahre von der Milchstraße entfernt und hat einen Durchmesser von etwa 75.000 Lichtjahren. Die Galaxie gilt als Mitglied der IC 4845-Gruppe (LGG 427).
Im selben Himmelsareal befinden sich die Galaxien NGC 6739, IC 4815, IC 4824, IC 4828.
Das Objekt wurde am 11. August 1836 vom US-amerikanischen Astronomen John Herschel entdeckt.